# Raumplan

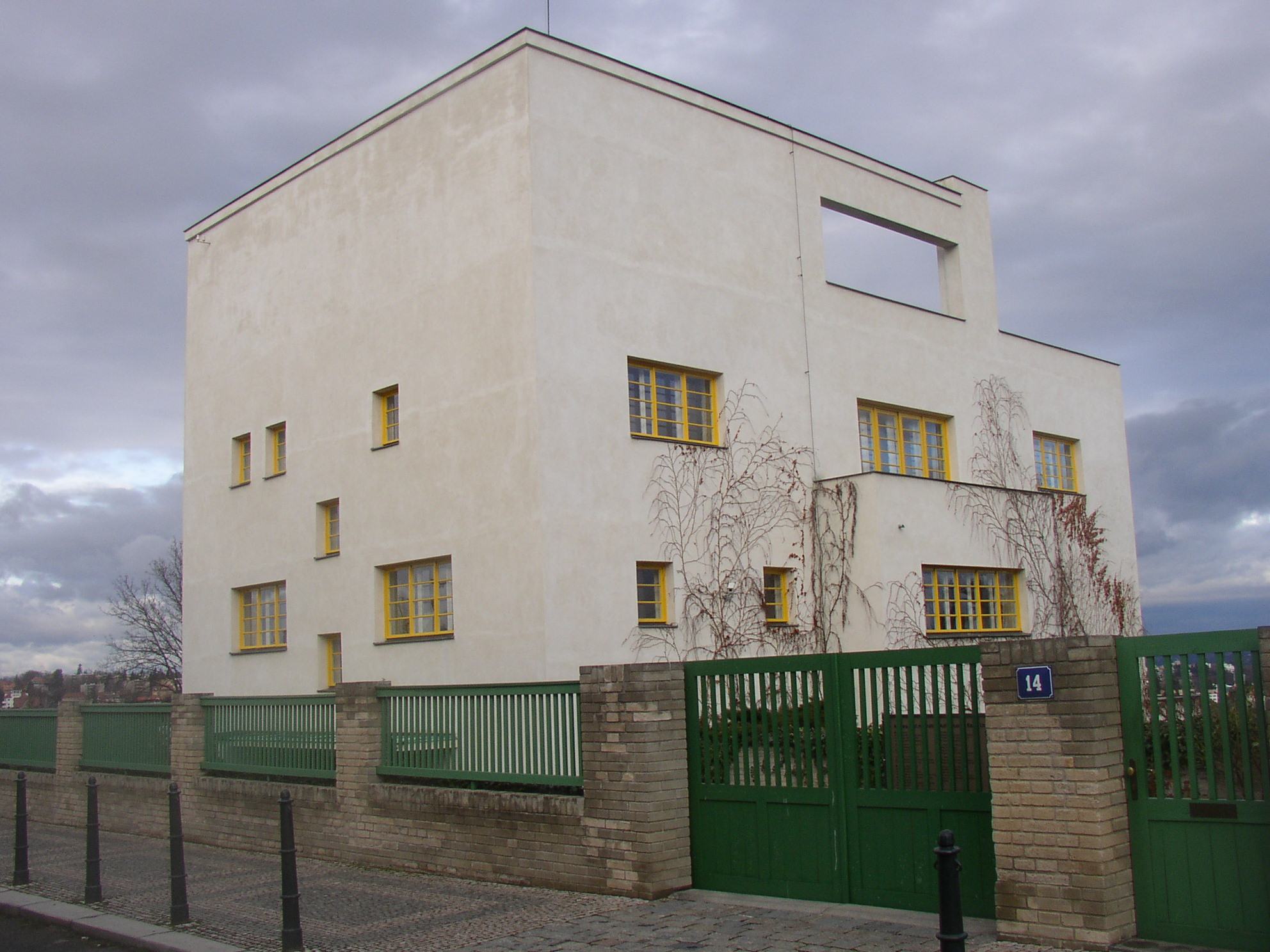
Müllerova vila – budova navržená s použitím Raumplanu

Raumplan (doslova "prostorový plán") je pojem v architektuře původně použitý Adolfem Loosem označující plán budovy beroucí v úvahu i velikost a světlou výšku místností v závislosti na jejich funkci a reprezentativním významu.
Prostor celé stavby není členěn do jednotlivých podlaží, kde každé podlaží je ve své ploše jednoúrovňové, ale do kubusů a místností, které se prolínají v různých výškových úrovních.

## Zakladatel - tvůrce
Hlavním představitelem a tvůrcem Raumplanu je největší představitel architektury počátku 20. století ve Vídni a zároveň jeden z nejvýznamnějších předchůdců moderní architektury, architekt Adolf Loos.
Silně se zasadil proti výzdobě v architektuře (esej Ornament a zločin) a snaží se architekturu přivést zpět k ryze čisté užitečnosti.
Jeho největším přínosem pro architekturu je vytvoření právě Raumplanu (prostorového plánu). Prostřednictvím něj formuluje zcela nový pohled na vnitřní prostor a uspořádání místností z hlediska jeho trojrozměrnosti. Interiéry obytných domů navržených vídeňským architektem jsou často tvořeny místnostmi, které pronikají jedna do druhé, rozčleněny do několika úrovní.
Společně vytvářejí otevřený a plynulý prostor.
Loos byl ve své pařížské éře velmi zaujatý ideou trojrozměrné architektury. Jeho rodinné domy jsou navrženy se střídanými úrovněmi jednotlivých prostorů, schodiště jsou někdy značně komplikovanými útvary. Vzájemná souvislost a vazba prostorů zdůrazňuje jejich průhlednost.

## Citáty
„Normální projektant dělá dvourozměrný, plošný plán. Architektura je však trojrozměrná a i třetí rozměr je třeba formovat a navrhovat. Nemá se proto dělat jen Flächenplan – plošný plán, ale i Raumplan – prostorový plán.“ [zdroj⁠?!]
„Naučte se myslet a tvořit ve třech dimenzích, a ne jako obvykle ve dvou:“[zdroj⁠?!]
„Každý jeden bod daného prostoru odvodit a určit pomocí tří souřadnic podle dané geometrické osnovy. Bude to matematická a ne grafická tvorba architektury. Dobrý projekt se tak dá přesně popsat a matematicky určit. Umím si představit sám sebe, jak sedím v křesle a diktuje celý projekt asistentovi pouze ve slovech a číslech. Bude na to třeba vymyslet nějaké přístroje, namísto dnešních primitivních trojúhelníků a příložníkem.“ [zdroj⁠?!]
„Moje architektura vůbec není koncipována v plánech, nýbrž v prostorech (kubusech). Nenavrhuji žádné půdorysy, fasády, řezy. Navrhuji prostory. U mne neexistuje žádné přízemí, první patro apod… U mne jde pouze o související kontinuální prostory, pokoje, předsíně, terasy atd. Patra se prolínají a prostory na sebe navazují. Každý prostor potřebuje jinou výšku: jídelna je přece vyšší než spíž, proto jsou stropy prokládány v různých úrovních. Spojit tyto prostory tak, aby výstup a sestup byl nejen nepozorovatelný, ale zároveň aby byl i účelný, v tom spočívá, jak vidím, pro ostatní velké tajemství, zatímco pro mne je to velká samozřejmost. Domnívám se tedy, vraceje se k vaší otázce, že toto prostorové působení a tuto prostorovou úspornost se mi doposud nejlépe podařilo uskutečnit právě v domě Dr. Müllera.“
 Adolf Loos, Plzeň 1930
[zdroj⁠?!]

## Stavby s použitím Raumplanu
- Adolf Loos:
  - Scheuův dům, Vídeň, 1912 - 1913
  - Ruferova vila, Vídeň, 1922
  - Dům Tristana Tzary, Montmartre Paříž, 1926
  - Mollerův dům, Vídeň, 1927 - 1928
  - Müllerova vila, Praha, 1928 - 1930
  - Winternitzova vila, Praha, 1931 - 1932

- Frank Lloyd Wright:
  - Guggenheimovo muzeum v New Yorku
- Rudolf Wels:
  - Hornický dům, Sokolov, 1922 - 1925